# Beauvilliers (Eure i Loir)
Beauvilliers és un municipi francès, situat al departament de l'Eure i Loir i a la regió de Centre – Vall del Loira. L'any 2007 tenia 300 habitants.

## Demografia

### Població
El 2007 la població de fet de Beauvilliers era de 300 persones. Hi havia 122 famílies, de les quals 28 eren unipersonals (16 homes vivint sols i 12 dones vivint soles), 43 parelles sense fills, 47 parelles amb fills i 4 famílies monoparentals amb fills.
La població ha evolucionat segons el següent gràfic:
Habitants censats

### Habitatges
El 2007 hi havia 152 habitatges, 122 eren l'habitatge principal de la família, 14 eren segones residències i 16 estaven desocupats. 148 eren cases i 3 eren apartaments. Dels 122 habitatges principals, 101 estaven ocupats pels seus propietaris, 16 estaven llogats i ocupats pels llogaters i 5 estaven cedits a títol gratuït; 1 tenia una cambra, 8 en tenien dues, 19 en tenien tres, 30 en tenien quatre i 64 en tenien cinc o més. 96 habitatges disposaven pel capbaix d'una plaça de pàrquing. A 41 habitatges hi havia un automòbil i a 73 n'hi havia dos o més.

### Piràmide de població
La piràmide de població per edats i sexe el 2009 era:
| Homes | Edats   | Dones |
| ----- | ------- | ----- |
| 0     | 95 o +  | 0     |
| 2     | 90 a 94 | 1     |
| 4     | 85 a 89 | 2     |
| 2     | 80 a 84 | 2     |
| 4     | 75 a 79 | 6     |
| 4     | 70 a 74 | 10    |
| 3     | 65 a 69 | 5     |
| 4     | 60 a 64 | 5     |
| 4     | 55 a 59 | 4     |
| 9     | 50 a 54 | 6     |
| 14    | 45 a 49 | 14    |
| 12    | 40 a 44 | 10    |
| 10    | 35 a 39 | 7     |
| 6     | 30 a 34 | 9     |
| 11    | 25 a 29 | 6     |
| 10    | 20 a 24 | 5     |
| 9     | 15 a 19 | 5     |
| 12    | 10 a 14 | 8     |
| 14    | 5 a 9   | 6     |
| 6     | 0 a 4   | 7     |

## Economia
El 2007 la població en edat de treballar era de 215 persones, 175 eren actives i 40 eren inactives. De les 175 persones actives 165 estaven ocupades (84 homes i 81 dones) i 11 estaven aturades (7 homes i 4 dones). De les 40 persones inactives 14 estaven jubilades, 19 estaven estudiant i 7 estaven classificades com a «altres inactius».

### Ingressos
El 2009 a Beauvilliers hi havia 122 unitats fiscals que integraven 320 persones, la mediana anual d'ingressos fiscals per persona era de 20.496 €.

### Activitats econòmiques
Dels 9 establiments que hi havia el 2007, 2 eren d'empreses extractives, 1 d'una empresa de fabricació d'altres productes industrials, 1 d'una empresa de construcció, 3 d'empreses de comerç i reparació d'automòbils i 2 d'empreses de serveis.
L'únic servei als particulars que hi havia el 2009 era un electricista.
L'any 2000 a Beauvilliers hi havia 19 explotacions agrícoles que ocupaven un total de 2.145 hectàrees.

## Poblacions més properes
El següent diagrama mostra les poblacions més properes.